# Biała (powiat Wieluński)
Biała is een dorp in het Poolse woiwodschap Łódź, in het district Wieluński. De plaats maakt deel uit van de gemeente Biała en telt 5 620 inwoners.